# Jedlová (České středohoří)
Jedlová (též Jedlovina nebo Tambuš, německy Tannbusch) je částečně zalesněné návrší s nadmořskou výškou 530 metrů na severu České republiky ve verneřické části Českého středohoří asi čtyři kilometry jihovýchodně od Děčína.
Na vrcholu stávala turistická chata, která byla oblíbeným výletním objektem spolu s rozhlednou na Velkém Chlumu vzdálenou 1,5 km vzdušnou čarou.
Východně zhruba 1,8 km vzdušnou čarou se nachází kopec stejného jména – Jedlová (491 m).